# Filiz Ahmet
Filiz Ahmet (Skopje, Jugoszlávia, 1981. április 15. –) macedón-török színésznő. Leginkább az Elveda Rumeli (Búcsú Ruméliától) című török tévésorozatban Zarife-ként, Magyarországon pedig főként a Szulejmán című sorozatból ismert, amelyben Nigar Kalfát alakította 2011 és 2013 között.

## A kezdetek
Török származású. Kettős macedón és török állampolgársággal rendelkezik. Édesanyja súgóként dolgozik, míg nagyapja, Lüftü Seyfullah török származású macedón, színpadi színész, és a Macedón-Török Színház társalapítója volt. Az első darab, amit a színházban megnézett, az Idióta volt, amely Fjodor Mihajlovics Dosztojevszkij A félkegyelmű című regénye alapján készült. Hatéves korában játszott először színházban. Ekkor döntött úgy, hogy színésznő lesz. Gyermekkorában, a Délszláv háború miatt Svédországba költöztek. 15 éves korában visszatértek Észak-Macedóniába. 2003-ban végzett az orvosi egyetemen, majd a skopjei Képzőművészeti Főiskolán tanult. Hét nyelven beszél: angolul, macedónul, albánul, szerbül, törökül, svédül és bolgárul.

## Karrier
Ahmet színpadi színésznőként kezdte, és számos teljesítménydíjat kapott. Nem tervezte, hogy a vásznon szerepeljen, hiszen elfoglalt színházi munkái alig hagytak időt másra. 2007-ben feltűnt Zarife szerepében, az Elveda Rumeli című sorozatban. Hogy karakterét kifejezőbbé tegye, a török nyelvjárásban beszélt szerepéről Macedóniában. A sorozat után különböző televíziós sorozatokban kapott ajánlatokat. Következő projektje a Balkan Wedding volt, ahol 2009-ben elvállalta Galina szerepét.

### Szulejmán
2010-ben megkapta Nigar Kalfa szerepét a Szulejmán című történelmi török televíziós sorozatban, amely nagy sikert aratott a balkáni régióban és Törökországban is, 45 országban sugározták. A sorozatnak 204 millió nézője volt világszerte.
Szerepével pozitív válaszokat és a kritikusok elismerését váltotta ki.

## Filmográfia

### Filmek
- Acı Kiraz (2020)
- Bal Kaymak (2018)
- Görevimiz Tatil (2018)
- Sonsuz Aşk
- Kendime İyi Bak (2014)
- Kadın İşi Banka Soygunu (2014)
- Mutlu Aile Defteri (2013)
- Aşk Tutulması
- Başka Semtin Çocuklan
- Amor de familia

### Sorozatok
- Vermem Seni Ellere (2023)
- Balkan Ninnisi (2022)
- Doktor Hekimoğlu: Gülay (Vendégszereplő) (2020)
- Vurgun (2019)
- Hayat Şarkısı (2016–2017)
- Ruhumun Aynası (2014)
- Szulejmán: Nigar Kalfa (2011–2013) (Magyar hangja: Kökényessy Ági)
- Balkán Düğünü (2009–2010)
- Elveda Rumeli (2007–2009)
- Zavedeni (2002)